# Mike Werb
Mike Werb est un scénariste américain. Il collabore fréquemment avec Michael Colleary.

## Filmographie sélective
- 1994 : The Mask
- 1997 : Volte/face
- 2001 : Lara Croft
- 2006 : George le petit curieux
- 2007 : Rex, chien pompier
- 2009 : Tekken
- 2010 : Les Aventuriers de Smithson High(TV)

Mike Werb a également coproduit Volte/face et produit Rex, chien pompier.